# Aptonetus
Aptonetus lebte im 1. Jahrhundert und war bis zu seinem Ableben ein erfahrener Gladiator. Er wird in einem Graffito an dem Haus Casa del Fauno in Pompeji mit seiner bisherigen Kampfbilanz genannt. Aptonetus war ein Freigelassener, der nach 16 überstandenen Treffen im Amphitheater von Pompeji den Tod fand. Sein Gegner Spiculus war im Gegensatz zu ihm ein Neuling (tiro), der zeitnah zuvor die Ausbildung in der Neronischen Gladiatorenschule absolviert hatte. Aptonetus kämpfte in der Gladiatorengattung eines Thraex und sein Kontrahent in der des Murmillo.